# Karolis Giedraitis
Karolis Giedraitis (nacido en Vilnius, Lituania, el 24 de marzo de 1998) es un jugador de baloncesto lituano que mide 1,94 metros y puede jugar en las posiciones de base y escolta. Actualmente pertenece a la plantilla del Club Baloncesto Morón de la Primera FEB. Es hermano del también baloncestista Dovydas Giedraitis e hijo del entrenador Andrius Giedraitis.

## Trayectoria
Giedraitis es un jugador de baloncesto nacido en Vilnius formado en el BC Lietuvos Rytas, con el que debutó en su segundo equipo en la temporada 2015-16, jugando en la tercera división lituana. 
En la siguiente temporada se trasladó al BC Perlas de la NKL, en el que jugó durante una temporada y media hasta enero de 2019, cuando  firmó un nuevo contrato con Rytas. Poco después de firmar un nuevo contrato, fue cedido al BC Lietkabelis.
El 5 de julio de 2023, Giedraitis firmó un contrato de tres años (2+1) con el BC Šiauliai de la Liga de Baloncesto de Lituania (LKL).
El 28 de noviembre de 2024, fichó por el Club Baloncesto Morón de la Primera FEB.